# Ferdinand Ludwig Gehricke
Ferdinand Ludwig Gehricke (* 10. November 1812 in Diesdorf bei Dessau; † 25. Januar 1884) war ein deutscher Lehrer und Lieddichter.
Er war 1848 bis 1878 Gymnasiallehrer in Dessau. Gehricke wird als Tondichter des Liedes Im Wald und auf der Heide betrachtet.